# فیه
شهر فیه (به رومانیایی: Fieni) در شهرستان دمبوویتس در کشور رومانی واقع شده‌است. جمعیت این شهر ۸٬۰۹۲ نفر  است.